# جوبينج
جوبينج هي مدينة تقع في منطقة كامبار، بيراك، بالقرب من سيمبانج بولاي وكامبار. يبلغ عدد سكان جوبنج حوالي 2493 نسمة في عام 2010.

## مناطق الجذب السياحي
- كهف تيمبورونج
- بيت تراث جوبينج
- منتجع ماي جوبينج